# Karnaphuli Paper Mills
Karnaphuli Paper Mills (bengalisch কর্ণফুলী পেপার মিলস লিমিটেড) ist ein staatliches Unternehmen der Papierherstellung in Chittagong, Bangladesch. Das Unternehmen wurde 1953 durch die Pakistan Industrial Development Corporation gegründet. Nach der Unabhängigkeit Bangladeschs wurde die Firma von der Bangladesh Industrial Development Corporation übernommen. Die Papiermühle ist die größte Papierfabrik in Bangladesch und arbeitet als Zulieferer für die Bangladesh Chemical Industries Corporation. 2016 gab es Konflikte, weil die Fabrik nicht über Abwasserkläranlagen (effluent treatment facility) verfügt.

## Geschichte
Karnaphuli Paper Mills wurde 1953 durch die Pakistan Industrial Development Corporation gegründet, 1964 an die Dawood Group verkauft und nach der Unabhängigkeit von der Bangladesh Industrial Development Corporation übernommen. 
2016 war sie di größte Papierfabrik in Bangladesch und Zulieferer der Bangladesh Chemical Industries Corporation.
Im selben Jahr wurde Kritik laut, da die Fabrik keine Kläranlage besitzt.
2019 war in den Medien, dass die Fabrik fast irreparabel ist.

## Personen
- 1952–1953: Christian Kaijser[5]